# Зорина, Вера Васильевна
Ве́ра Васи́льевна Зо́рина (настоящая фамилия — Попо́ва; 1853—1920) — российская певица и артистка оперетты (меццо-сопрано), исполнительница цыганских романсов.

## Биография
Происходила из купеческого сословия.
Сценическую деятельность начала в Туле в 1876 году. В 1877—1885 гг. играла в театре М. В. Лентовского в Москве, особенно прославившись исполнением партии Стеши в оперетте «Цыганские песни в лицах», полностью составленной из популярных романсов.
В творческом партнёрстве с Александром Давыдовым Зорина стала одной из основоположниц «цыганского жанра» в русской оперетте. Среди других популярных партий Зориной была заглавная партия в «Периколе» Оффенбаха. По инициативе Лентовского была привлечена для участия в спектакле Малого театра «Цыганский табор», вызвав бурный успех у публики и негодование рецензентов: Малый театр не в состоянии был пережить на своей классической сцене цыганские напевы, и в результате Лентовский со всем своим театральным предприятием вынужден был покинуть его академические стены.
Позже Лентовский привлекал Веру Зорину к сотрудничеству и в дальнейших своих начинаниях: при постановках гала-представлений в Ботаническом саду (1877), в театре Солодовникова, в театре «Эрмитаж» (1878), в Новом театре (1882) и т. д. С 1886 г. выступала в различных антрепризах в Киеве, Петербурге, Москве и др. городах.
Театральная энциклопедия отмечает, что Зорина «обладала красивым голосом, страстной и выразительной манерой пения». Наряду с Варей Паниной Вера Зорина считается классической исполнительницей цыганских романсов.
Скончалась в январе 1920 года в Москве. Похоронена 30 января в Москве.